# Philibert de Bruillard
Philibert de Bruillard, né le 12 septembre 1765 à Dijon, sixième enfant d'un marchand de bois et de son épouse Etiennette Muzelier, et mort le 15 décembre 1860 à Corenc, est évêque de Grenoble, chanoine impérial de premier ordre du chapitre impérial de Saint Denis, chanoine honoraire de la cathédrale Notre-Dame de Paris, officier de la Légion d'honneur. Il reconnaît l'authenticité de l'apparition de La Salette par son mandement du 19 septembre 1851. Son cœur se trouve dans le chœur de la basilique de La Salette.
Louis Bassette fit raison d'une légende tenace qui le voulait faire bâtard de Louis XV, certains auteurs mentionnaient qu'il fut même admis à la Cour et présenté à son royal père.

## Biographie

### Jeunesse
Philibert Braillard ou Brailliard naît à Dijon le 12 septembre 1765. Son père, cultivateur (« laboureur ») et maître huilier, appartient à la classe aisée. Philibert fait ses humanités au Collège de Navarre à Paris avant d’entrer à 16 ans à la communauté de Laon, tenue par les sulpiciens mais moins élitiste dans son recrutement que le séminaire de Saint Sulpice. En même temps que la communauté de Laon, il fréquente la faculté de théologie. À cette époque, il a déjà changé de nom, se faisant appeler Philibert Bruillard.

### Ministère parisien
Il est ordonné en 1789, ne prête pas serment à la Constitution civile du clergé et choisit de demeurer à Paris exercer son ministère dans la clandestinité. Il est un des « aumôniers de la guillotine », prêtres insermentés qui s'efforcent d'accompagner le condamné à mort durant son dernier trajet, cachés dans la foule. 
La reconnaissance de ses mérites lui vaut la nomination de chanoine honoraire de Paris. En 1810, il devient curé de Saint-Nicolas-du-Chardonnet puis curé de Saint-Étienne-du-Mont le 19 juillet 1821.
Il assure un temps la direction spirituelle de Madeleine-Sophie Barat dont il fut le premier confesseur. Il lui restera affectionné et prendra retraite dans un couvent de la société du Sacré Cœur.

### Évêque de Grenoble
Il est nommé le 28 décembre 1825 évêque de Grenoble, à l'âge de 60 ans, sacré à Paris le 6 août 1826 par Denis Frayssinous, et prend possession de son siège le 18 août. À cette occasion, il change une seconde fois de nom en adoptant la particule.
Son épiscopat est marqué par le réaménagement de ses appartements et par la réalisation en 1830 des somptueux décors de la chapelle du palais épiscopal par l’architecte Malet. Il supprima les tribunes de la cathédrale Notre-Dame de Grenoble et fit reconstruire le clocher, qu’il estime en ruine afin d’embellir la façade. 
Il favorise la renaissance de la vie religieuse dans son diocèse, alors que les ordres religieux sont encore interdits par le gouvernement civil. Ainsi des dominicains en accueillant la fondation du noviciat des prêcheurs au monastère de Chalais,  le père Lacordaire pour la prédication d'une mission en 1844. Philibert de Bruillard soutint la fondation d'une chapelle des jésuites, la création de nouvelles communautés (Marcellin Champagnat en 1831, etc.).
Il réintroduira la pratique des visites pastorales en dépit de son âge, visitant un canton par an, et promulguera un catéchisme pour le diocèse de Grenoble, réédité jusqu'à la Première Guerre mondiale.
Il fut un des évêques à l’origine du rescrit du pape Grégoire XVI le 10 janvier 1840 sur l'Immaculée Conception introduisant des mentions et prières dans la liturgie. Il sacra évêque Pierre Chatrousse, évêque de Valence le 21 septembre 1840 et Dominique-Augustin Dufêtre, évêque de Nevers le 18 mars 1843.
La fin de son épiscopat s'illustrera par la reconnaissance en 1851 de l'authenticité de l'apparition de Notre-Dame de La Salette.
À 87 ans, il montera à cheval bénir la première pierre du sanctuaire à 1 800 mètres d’altitude, le 25 mai 1852, devant une grande assemblée de fidèles. Il fonde en 1852 les Missionnaires de Notre-Dame de la Salette.
Alors que l'usage du temps était qu'un évêque reste en fonction ad vitam, le 2 juillet 1852, il présenta sa démission afin de consacrer ses derniers jours à une vie contemplative. L'ordonnance du 9 décembre 1852 lui fait droit et le 6 mai 1853 il prendra résidence au couvent des sœurs du Sacré-Cœur de Montfleury à Corenc dont il avait pendant quelque temps dirigé la fondatrice, sainte Madeleine Joséphine Barat. Il ne sortira de sa retraite qu'une seule fois durant ses sept dernières années.
Il décède le 15 décembre 1860. Il est enterré dans le petit cimetière en contrebas de la terrasse de l'ancienne Maison des Confesseurs (depuis appelée l'« Évêché » en raison de sa longue présence), où un tilleul pluricentenaire a conservé le souvenir de la visite qu'y fit saint François de Salles au début du XVIIe siècle. Bruillard avait acheté la propriété de Montfleury en 1830, ancien château delphinal devenu pendant quatre siècles et demi (jusqu'à la Révolution) couvent royal de dominicaines à la suite du don d'Humbert II, afin d'en faire une maison de campagne du grand séminaire de Grenoble.

## Distinctions
- Officier de la Légion d'honneur (5 mai 1840)[10]

## Portrait
En 2011, dans le cadre de ses nouvelles acquisitions, le Musée dauphinois acquiert un portrait en huile sur toile de Philibert de Bruillard, daté de 1825 environ. 

## voir aussi